# Acomys subspinosus
Acomys subspinosus is een knaagdier uit het geslacht der stekelmuizen (Acomys).

## Kenmerken
De bovenkant van het lichaam is grijsbruin, de flanken zijn wat lichter. De onderkant van het lichaam is wit, net als de voeten, op het lichtgrijze bovendeel van de buik na. De staart is donker aan de bovenkant en licht aan de onderkant; de punt is zwart. De vacht bestaat uit scherpe borstels. Het gewicht bedraagt ongeveer 21 g.

## Leefwijze
A. subspinosus is 's nachts actief en leeft op de grond in rotsachtige gebieden.

## Verspreiding
Deze soort komt voor in de provincie West-Kaap in Zuid-Afrika.

## Verwantschap
Omdat deze soort geen nauwe verwanten heeft binnen de stekelmuizen, wordt hij beschouwd als de enige soort van het ondergeslacht Subacomys.